# Psammomys obesus
Psammomys obesus е вид бозайник от семейство Мишкови (Muridae).

## Разпространение
Видът е разпространен в Алжир, Египет, Израел, Йордания, Либия, Мавритания, Мароко, Саудитска Арабия, Сирия, Судан и Тунис.